# ريتشارد روبرت
ريتشارد روبرت (بالألمانية: Richard Robert)‏ هو ناقد موسيقي وملحن وعازف بيانو نمساوي، ولد في 25 مارس 1861 في فيينا في النمسا، وتوفي في 1 فبراير 1924 في Kaltenleutgeben ‏ في النمسا.

## وصلات خارجية
- ريتشارد روبرت على موقع ميوزك برينز (الإنجليزية)